# Плями Лярше
Плями Лярше, також tache noire de la sclerotique (фр. Чорна пляма склери) — одна з ознак смерті, що проявляється в стані очей, що полягає в червонувато-коричневому вицвітанні, яке поширюється впоперек склери. Це відбувається якщо очі не повністю заплющені, так що склера контактує з повітрям. Якщо повіки лишаються відкритими протягом кількох годин після смерті, плівка з відмерлих клітин та слизу утворює два жовті трикутники на склері, кожен з боків райдужної оболонки, з основою до краю рогівки, а вершиною до медіального або латерального кантуса ока, який стає коричневим, а згодом чорним в межах кількох годин, за які накопичується пил, і поверхня стає зморшкуватою.